# Sejkov
Sejkov (in ungherese: Székó) è un comune della Slovacchia facente parte del Distretto di Sobrance, nella regione di Košice.